# Facultad de Veterinaria (Córdoba)
La Facultad de Veterinaria de Córdoba, dependiente en la actualidad de la Universidad de Córdoba (España), tiene su origen en la Real Orden de 19 de agosto de 1847, rubricada por la reina Isabel II y mediante la cual fueron creadas en las ciudades de Córdoba y Zaragoza una Escuela Subalterna de Veterinaria, llamadas así por ser provinciales y poseer un rango inferior al de la Escuela Nacional de Veterinaria de Madrid, fundada en 1792. La Escuela Subalterna de Veterinaria de Córdoba fue dependiente del Rectorado de la Universidad de Sevilla hasta 1972.

## Historia
Según Medina Blanco y Gómez Castro 1992 (Medina Blanco, M. y Gómez Castro, A.G. 1992. Historia de la Escuela de Veterinaria de Córdoba (1847-1943). Servicio de Publicaciones. Universidad de Córdoba.) y Gómez Castro (2002) (De la escuela subalterna a la Facultad de Veterinaria de Córdoba. En: Gómez Castro, A.G. y Agüera Carmona, E. (Editores). 2002. La Facultad de Veterinaria de Córdoba (1847-1997). Publicaciones de la Obra Cultural y Social Cajasur. Córdoba.) Córdoba fue sede de estudios veterinarios desde tiempos inmemoriales. La Real Orden de 12 de septiembre de 1788 confiaba a los profesores Malats –que sería el primer director de la Escuela de Madrid- y a Estévez un plan de estudios para Madrid y Córdoba, aunque este último no cuajó por escasez de profesorado. Incluso se dice en el informe que el Duque de Huéscar quiso formar una Escuela de Veterinaria en Córdoba y no en otra parte. La orden fundacional de 1847 suponía los primeros pasos de descentralización de la enseñanza veterinaria al extenderla a provincias, irradiando a regiones calificadas como excelentes productoras de ganados de interés sumo, especialmente équidos.
En 1848 se nombra tras concurso oposición a Enrique Martín Gutiérrez –veterinario de la escuela de Madrid- catedrático de primero y Director en funciones (en 13 de enero de 1852 fue nombrado Director en propiedad, aunque realmente lo fue desde su llegada a Córdoba). Recibe encargo de incorporarse rápidamente a su destino, tomando posesión de dicho cargo el día 26 de julio. En los días siguientes, en unión del gobernador, visita los edificios que el Estado poseía en la capital cordobesa, decidiéndose por el edificio del Hospicio Viejo, de noble porte aunque notablemente deteriorado. Estaba situado en el barrio de San Pedro, en la calle Encarnación Agustina. Hubo allí un convento de monjas, hasta que en 1804 por disposición del obispo Trevilla es desocupado, ampliado y dedicado a hospicio y casa de misericordia; posteriormente queda como cuartel de la Guardia Civil. Así, la Escuela fue inaugurada en la parte del Hospicio Viejo que no usaba la Guardia Civil. 
El primer curso de la Escuela de Veterinaria de Córdoba se inicia el 1 de noviembre de 1848, con 13 alumnos matriculados y algunos oyentes que por deseo propio o por curiosidad asistían diariamente a clase. El cuadro docente estaba constituido por Enrique Martín Gutiérrez, catedrático de primer curso y director en funciones y Agustín Villar González, profesor agregado nombrado por la Reina el 27 de junio de 1848, secretario y encargado de hospitales, auxiliados por un conserje. Hubo necesidad de solicitar un portero, nombrado el 20 de noviembre y, a todos ellos, se unió el 22 de diciembre Genaro Montoya como profesor de Fragua. 
Con el trabajo de este colectivo de personal se abordó la enseñanza del primer curso, que fue difícil y penosa por carecer de muchas cosas necesarias, pero se hicieron esfuerzos para presentar los discípulos en exámenes a una altura de conocimientos que sorprendieron a varios profesores de Medicina que fueron invitados para preguntarles, dando prueba de su grande aplicación y constancia en el estudio.

### Docencia y alumnado en 1850
Según relata Enrique Martín, las actividades empezaban a las nueve de la mañana, durante todo el curso, cada día, aparte de las de Física y Química que eran alternas, había clases teóricas de hora y media de Anatomía, Fisiología, Patología, Operaciones y Agricultura y Zootecnia. Las prácticas sobre enfermedades comunes, médicas y quirúrgicas, se realizaban en las Clínicas; las de disección y vivisección, en el gabinete anatómico, y las de forjado y herrado en la fragua.
Los servicios de Cirugía pasaban consulta pública diaria a las diez y media, a la que obligatoriamente asistían todos los alumnos. Las estancias hospitalarias significaban una importante fuente de ingresos para la Escuela, siendo gratuitos solamente la asistencia facultativa y el servicio de botiquín.
En el primer decenio ingresaron en la Escuela 401 alumnos. Para serlo se exigía tener cumplidos los diecisiete años y haber cursado la instrucción primaria superior o un examen ante maestros de la escuela normal de la ciudad donde estuviese la Escuela de Veterinaria. También eran condiciones necesarias la salud y robustez que reclamaba el libre desempeño de todas las funciones físicas internas y externas y no haber padecido enfermedad contagiosa que le prive estar en contacto con otros. Igualmente se precisaba un atestado de buena conducta, expedido por la autoridad municipal.

### Primeras promociones de la Escuela Subalterna de Córdoba
Hasta 1871 la titulación que otorgaba la Escuela de Veterinaria de Córdoba era la de Veterinario de segunda clase, pues era subalterna de Madrid, y los alumnos concluían sus estudios de Veterinaria en tres años.
El Plan de Madrid constaba de cinco años,
- Primer año.- Anatomía comparada general y descriptiva de los animales domésticos.
- Segundo año.- Fisiología, Patología general, Anatomía patológica y Patología especial.
- Tercer año.- Terapéutica general y especial, Farmacología, Arte de recetar.
- Cuarto año.- Anatomía de las regiones, Medicina Operatoria, Vendajes, Obstetricia, Exterior y Arte de herrar teoricopráctico, Clínica.
- Quinto año.- Higiene, Enfermedades contagiosas, Epizootias, Policía Sanitaria, Medicina legal, Bibliografía y Moral veterinaria, Clínicas, con Agricultura aplicada y Zoonomología o arte recriar, multiplicar y mejorar los principales animales domésticos.

Los veterinarios de segunda tenían facultades para curar caballos, mulos y asnos, herrado y conocimientos sanitarios y, en lugares donde no hubiese veterinarios de primera, ampliar su trabajo hasta toda la escala de animales domésticos y a ejercer la titularidad en los cargos específicos de los municipios. No podían ser veterinarios militares ni cumplir funciones de peritaje, inspección, etc. Los primeros están registrados en 1849, y corresponden a prestigiosos albéitares en ejercicio o a estudiantes de la Escuela de Madrid que no habían terminado sus estudios. El primero fue Don José Torres Casas de 41 años, examinado el 22 de diciembre de 1849. 
La promoción de los primeros alumnos de Córdoba matriculados en 1848 fue aprobada íntegramente en 1852. Aparecen en actas individuales, con la filiación al margen, donde consta haber cursado los tres años prevenidos, haber sido examinado por espacio de dos horas y la calificación.

### Consolidación
El Reglamento de 14 de octubre de 1857, la Ley Moyano, sustituye el calificativo de Subalternas de las Escuelas de Veterinaria por el de Profesionales y la enseñanza se cursaba en dos periodos, uno de cuatro años para todas las Escuelas y otro de un año, solo en Madrid, para alcanzar el título de Veterinario de primera. De este modo al Veterinario de segunda, tras los cuatro años en provincias y revalidar, se le permitía adquirir una titulación para ejercer la medicina y cirugía veterinarias sin limitaciones, aunque los destinos de estos graduados en comisiones oficiales lo serían solo a título de interinos hasta que puedan proveerse con profesores de carácter superior.
La moyanada, como popularmente se divulgó, establecía que los Veterinarios de primera eran preferidos para intervenir en todos los casos de enfermedades infecciosas, policía sanitaria y reconocimiento de pastos, así como eran peritos de toda clase de problemas y litigios, manteniéndose así diferencias notorias entre ambas clases de profesionales.

### Plan de Estudios de 1871
En el tres de julio de 1871, con el Reglamento de las Escuelas de Veterinaria, se consigue un gran logro, se unifica el nivel de toda la enseñanza y las titulaciones en las cuatro Escuelas de Veterinaria –Madrid, Córdoba, Zaragoza y León-. Organizaba la enseñanza de Veterinaria en cinco cursos, tras los previos de segunda enseñanza o examen en la escuela. 
El texto del mencionado Reglamento recoge,
(…) Art. 3º. Las enseñanzas que comprende la carrera de Veterinaria son:
Física y Química veterinarias ó con relación á los animales y á los agentes exteriores á estos: lección alterna, un curso.
Historia natural, id. id.: lección alterna, un curso.
Anatomía general y descriptiva.- Nomenclatura de las regiones externas.- Edad de los solípedos y demás animales domésticos: un curso de lección diaria.
Fisiología é higiene.- Mecánica animal.- Reconocimiento de animales, aplomo, pelos y modo de reseñar: un curso de lección diaria.
Patología general y especial.- Farmacología.- Arte de recetar.- Terapéutica.- Medicina legal: un curso de lección diaria.
Operaciones, apósitos y vendajes.- Obstetricia.- Procedimiento de herrado y forjado: un curso de lección diaria.
Agricultura y Zootécnia.- Derecho veterinario y policía sanitaria: un curso de lección diaria.
Clínica médica: un curso de lección diaria.
Clínica quirúrgica: un curso de lección diaria.
Ejercicios de disección: un curso de lección diaria.
Ejercicios de vivisección: un curso de lección diaria.
Práctica de herrado y forjado hasta alcanzar la perfección en este arte.
Prácticas de Agricultura y Zootécnia.
Art. 4º. Para el debido complemento de estas enseñanzas habrá necesariamente en cada escuela un hospital clínico, un botiquín, una biblioteca, un gabinete anatómico, una oficina de fragua, un arsenal quirúrgico y un gabinete de Física é Historia natural.
Art. 5º. Los estudios referidos dan la aptitud necesaria, previo un examen de reválida, para optar al título de Veterinario en cualquiera de las Escuelas del reino.
Art. 6º. El curso empezará el día 1º. de octubre y terminará el 31 de mayo, (…)
Art. 8º. Desde la fecha de este reglamento no habrá más clases de títulos que el de Veterinario para ejercer toda la profesión á que este diploma se refiere. Los actuales Veterinarios de segunda clase podrán aspirar al nuevo título probando en cualquiera de las Escuelas las asignaturas que le falten y sufriendo el examen de reválida, en virtud del que se les canjeará su título, previo el pago de derechos. (…)

### Finales delsigloXIX
Una ola de docentes, no poco distintos de los fundadores, va a coronar una de las etapas más difíciles del navegar de la Escuela de Córdoba, que va a cambiar su rumbo, al formar parte de ella un conjunto más depurado, enormemente influido por los descubrimientos pasteurianos y proyectando su calidad en todos los campos profesionales aplicativos, empapado ya, y abierto a exigencias formativas de análogo rigor y nivel que cualquier estudioso de España.
Establecidas las materias y disciplinas por especialidades concretas y superada por tanto la docencia por años, la Escuela va a recorrer ese periodo difícil que va desde la unificación de las titulaciones hasta la promulgación del plan de 1912, como hito, definitivo entonces, para una generación que va a configurar la Veterinaria en parangón con las restantes ciencias que representaba el estatus universitario de la época.
La Escuela cordobesa en esta época se proyecta mucho más en el campo nacional, hecho cuantificable por la producción de alumnos y profesionales relevantes. La Escuela pues, dentro de la problemática propia del siglo agonizante y desmoralizante para España, se encontraba en ese estado crítico de hiperestesia formativa, llena de heridas y acicates, pero dotada de la infraestructura necesaria para dar el gran salto que en esencia significaba la elevación de su estatus docente y la inminente aparición de planes de estudio, de acuerdo con el estado de lo que ya daba en llamarse por los políticos y docentes, en general, como la Ciencia veterinaria moderna.

### La vida de la Escuela iniciado el siglo XX
El régimen paramilitar del momento de la fundación de la Escuela –en la ordenanza de 1827 se destacaba la organización militar, sin vacaciones ni festivos y los estudiantes acudían a clase como Compañía, acompañados del sargento correspondiente, con atuendo militar, régimen de internado y terminología cuartelera- también se aplicó en las Subalternas, en las que, si bien ya no existía una auténtica estructura militar, se conservaban estilos, instrucciones y disciplinas que no se relajaron mucho. 
Pocos años después, los alumnos dejaron de acogerse a la antigua disciplina y estructura militar, y rápidamente entraron dentro de un régimen civil, en el que pronto prendieron hábitos y costumbres participatorias y reivindicativas, manifiestas, primero en Madrid y luego en provincias, por la aparición de prensa estudiantil y profesional. En efecto, en 1853 aparece una revista profesional, El Eco de la Veterinaria, más crítica que científica. En este sentido, la Escuela de Córdoba tuvo sus órganos de expresión, de los que son indicadores de mayor vida El Eco escolar y El Progreso. 
El Eco escolar inició su publicación en plena efervescencia de cambio e inquietudes, en 8.3.1902. Tenía como director honorífico a Don Antonio Ruiz Fernández y como director a Don Antonio Moreno Ruiz, figurando como colaboradores todos los estudiantes. A su inauguración asistió todo el plantel del profesorado y el acto social inmediato fue un lunch con señoras. En este periódico se destacan noticias político sanitarias, trabajos sobre inseminación artificial, consideraciones sobre la fiebre aftosa y sobre anestesia, fomentándose los primeros intentos de colegiación, con artículos sobre temática del cólera aviar, carbunco y panzootias. No faltaban los temas sobre cojeras y específicos del ganado equino, firmados por los especialistas de la época.
La otra revista, El Progreso, revista escolar veterinaria, científica y literaria, era de aparición quincenal, con Don Aureliano González Villarreal como director, más tarde destacado docente que finalizó sus días como catedrático de Anatomía de León. Se inició en 1909, incluía noticias de la sociedad, al menos de la afín o cercana, y en su contenido se puede advertir su postura favorable a la reforma de estudios.

### La renovación de la Escuela. Plan de 1912
La España de comienzos del siglo XX era crítica, resultante de una curiosa mezcla de pesimismos, expresa en lenguaje agresivo y dramático. Mientras en épocas anteriores las autoridades no demostraron sensibilidad ni comprensión, en esta fueron aliados y motores de proyectos nuevos y de motivos revisionistas diversos. En ese marco se situaban las Escuelas de Veterinaria.
En estas direcciones, la R.O. del 23 de marzo de 1903, que ampliaba la de 30 de septiembre de 1896, establecía como acreditación previa al ingreso en las Escuelas de Veterinaria, haber aprobado en enseñanza oficial en los Institutos dos cursos de Castellano, Latín, Francés, dos de Geografía general y especial, dos de Aritmética y Geometría y además Álgebra. De otro lado, se implantaban –R.O. de 25.5.1900 y de 19.9.1900- los controles de asistencia, con partes mensuales minuciosos y exigentes.
Con esta marcha y actitudes la Administración estaba empezando a entender la necesidad de configurar una enseñanza renovada para actualizar el quehacer docente y científico de las Escuelas de Veterinaria, cuyo plasmado oficial corresponde al R.D. de 27.9.1912, que sancionó con su firma Alfonso XII. Establecía la exigencia del título de Bachiller (art. 19), reglamentaba el régimen y gobierno de las Escuelas Superiores de Veterinaria y se disponía que el plan había de comenzar el mismo curso de 1912.

### Una nueva Escuela, un nuevo edificio
El profesorado venía solicitando autorización para formular un proyecto de nueva Escuela, que mejorara la ubicación del único centro docente de nivel superior con que contaba la ciudad de Córdoba, que siempre vio en él, como la historia se encargaría de confirmar, la avanzadilla de un instrumento de docencia universitaria.
Con estos antecedentes la Junta de la Escuela aprobó la Memoria Condiciones pedagógicas e higiénicas que debe reunir una Escuela de Veterinaria conforme a las necesidades modernas, en la que se razonaba la necesidad de construir un nuevo edificio. La memoria fue aprobada y elevada a la Subsecretaría de Instrucción Pública, con fecha 14 de julio de 1913. Fue elegido para realizar el proyecto definitivo -inspirado en la estructuración de la Escuela de Veterinaria de Hannover- el arquitecto D. Gonzalo Domínguez Espúñez, que recogía la tradición musulmana, con decoración en ladrillo, arco árabe, califal de herradura, con azulejos, decorado floral en piedra y otros elementos que lo identificaban como mudéjar modernizado de tradición cordobesa.
Por Real Decreto de 23 de octubre de 1914 se aprobó el proyecto y presupuesto por 1.976.740 pesetas. El Ayuntamiento de Córdoba adquirió la Huerta de la Trinidad, de 5 Há y cercana a la ciudad, por 50.000 pesetas, que cedió el Estado. Pero las obras empezaron a eternizarse desde el principio. En 1921 solo estaba construida la planta del piso bajo y ya se había gastado la tercera parte del presupuesto. 
Fue la visita del presidente del Consejo, General Primo de Rivera, en la primavera de 1929, la que propulsó la marcha de las obras, aunque, por lujoso, Rivera ordenó reducir y recortar antes de reanudar las obras. Lucharon en vano por conservar el proyecto inicial y hubo que aceptar el proyecto reducido, es decir, un solo pabellón principal con tres pisos y adosándole el de clínicas. En julio de 1929 se aprobó el proyecto reformado por un importe de 4.004.987,12 pesetas y se adjudicaron las obras a D. Severiano Montoto con el compromiso de acabarlas en septiembre de 1933, aunque se paralizaron en abril de 1932, gastada ya la consignación de aquel año.
Al mismo tiempo se planteaban ligeras reformas. Para estudiar detalles relativos a la instalación se recomienda el desplazamiento de alguna comisión a las escuelas extranjeras para acoplar a la de Córdoba sus métodos y montajes, sugiriendo especialmente las de Hannover y Leipzig. En 1934 se aprobaron proyectos adicionales por importe de casi 400.000 pesetas.
Al estallar la guerra civil española en julio de 1936 estaba prácticamente para entregarse oficialmente. Las fuerzas de choque el ejército encontraron allí un acomodo excelente, ocupándola y produciendo destrozos, incluso de mobiliario nuevo, que, con la espada de Damocles que significó, hubo que convivir con un polvorín de artillería pesada instalado en sus sótanos –hasta 1942 el Ejército conservó el ala poniente de la planta principal y segunda para dependencias y almacén de proyectiles de largo alcance-. 
El documento base, de D. Calixto Tomás, establecía que ha de construirse al estilo alemán, o sea por pabellones aislados, ya que (...) es fácil que se constituyan en focos de infección (...). El emplazamiento (...) debe situarse en las afueras del casco urbano pero cerca de la población, en sitio alto y ventilado procurando que el viento no traiga ni lleve emanaciones que puedan resultar inadecuadas para la salud de los estudiantes o de las poblaciones cercanas. (...) deberá disponer de campo para realizar las prácticas de Agricultura y Zootécnia.
También describía los pabellones o departamentos que había que levantarse: Pabellón principal (...) Pabellón de Física, Química e Historia natural (...) Pabellón de Fisiología e Higiene (...) Clínica para animales grandes (...) Clínica para animales pequeños (...) Pabellón de Agricultura y Zootecnia (...) Pabellón de Anatomía (...) Además de estas instalaciones principales se ha de construir un depósito de aguas. Una Cabaña pecuaria para prácticas y experimentación con todas las especies domésticas, con preferencia las indígenas. En estas dependencias cursarán estudios los obreros del campo que aspiren a ser peritos en ganadería (...) también habrá un departamento de Baños donde administrar este tipo de tratamientos medicinales a todo tipo de animales. Fraguas y herraderos completarán estos equipamientos. Se especificaba, finalmente, que todas estas construcciones se harán dentro de la mayor modestia compatible con la higiene.
El fruto del proyecto primitivo y el reformado es un gran edificio de veinticinco metros de fachada y tres plantas, a las que, en su fachada posterior, se adosaron servicios clínicos médicos y quirúrgicos, amén de varias construcciones anejas para lazareto, cría de animales e industria lechera, con una instalación que sería posteriormente la Central Lechera de Córdoba. El espacio restante se emplearía para producir forrajeras y prácticas de alimentación en libertad.
Una impulsión poderosa para el nuevo edificio es el nombramiento del catedrático don Rafael Castejón y Martínez de Arizala en 1930, momento en el que la Escuela marchaba favorablemente hacia las mejores metas de su historia. La Escuela Superior de Veterinaria de Córdoba realiza sus primeros viajes al extranjero, se inaugura una nueva etapa de proyección del centro con impartición de cursos de ampliación –según Acta de Junta de 7.11.1932 se aprobó la impartición de cursos de Alimentación, Industrias del cuero, Inmunología, Avicultura, Cunicultura, Apicultura y Piscicultura, y Deontología-.
El 12 de junio de 1940 se devuelve el edificio nuevo, siendo inminente el traslado. En los dos años siguientes se realizaron obras de reparación de los daños de la guerra. El traslado tuvo lugar en noviembre de 1941, aunque se ejecutaron obras diversas de terminación hasta 1948. El curso de reapertura acoge a más de un centenar de alumnos de primero, formado por estudiantes que cursaron bachiller en zona republicana –que tuvieron que repetirlo en la nacional-, los que habían continuado sus estudios en la nacional y otro grupo limitado de aquellos que esperaron que todo pasase.
Por la Ley de 29 de julio de 1943 las Escuelas Superiores de Veterinaria dejan de serlo para pasar a ser Facultades de Veterinaria. El primer Decano de la Facultad de Veterinaria de Córdoba fue el Prof. Don Germán Saldaña Sicilia –director de la Escuela de 1941 a 1943-. 
En 1972 se crea la Universidad de Córdoba, incorporándose la Facultad de Veterinaria a esta, y desvinculándose de este modo de la Universidad de Sevilla. La Facultad de Veterinaria de Córdoba tuvo entonces que alojar diferentes dependencias de las nuevas Facultades, como la de Ciencias y la de Medicina, así como prestar diversos servicios a éstas, como el Microscopio Electrónico de Transmisión –que más tarde se convertiría, a petición de la Facultad de Medicina, en el Servicio de Microscopía electrónica de la Universidad de Córdoba-.

### El 150 aniversario de la Facultad de Veterinaria de Córdoba
En 1997 se celebró el 150 aniversario de los estudios de Veterinaria en Córdoba, siendo Decano el Ilmo. Sr. Dr. Alfonso Blanco Rodríguez. El Excmo. Sr. Rector Mgfco. de la Universidad de Córdoba era el Pof. Dr. Amador Jover Moyano, catedrático de la Facultad de Veterinaria, quién, debido a que ese mismo año se celebraba el 25 aniversario de la creación de la Universidad de Córdoba, propició que se estableciera una sinergia en la celebración de ambos acontecimientos.
Con motivo del 150 aniversario se emitió un sello de correos conmemorativo que figura en la portada del libro que se editó con motivo de esta efemérides|ignore-isbn-error= true.
Se realizaron multitud de actos de conmemoración y fueron entregadas a la Facultad de Veterinaria de Córdoba las medallas, distinciones y reconocimientos:
- Medalla de Oro del Consejo General de Colegios Veterinarios de España.
- Medalla de Oro del Consejo Andaluz de Colegios Veterinarios.
- Medalla de Oro del Colegio Oficial de Veterinarios de Córdoba.
- V de Oro del Colegio Oficial de Veterinarios de Málaga.
- Cerámica del Colegio Oficial de Veterinarios de Badajoz.
- Medalla de Oro de la Real academia de Ciencias Veterinarias de Sevilla.
- Medalla de Oro de la Facultad de Veterinaria de Cáceres.
- Libros edición facsímil de la Facultad de Veterinaria de León.
- Placa de la Facultad de Veterinaria de Zaragoza.
- Porcelana de la Facultad de Veterinaria de Lugo.
- Metopa de la Facultad de Veterinaria de Las Palmas.
- Metopa de la Facultad de Veterinaria de Murcia.
- Metopa de la Facultad de Veterinaria de Madrid.
- Herradura de Maestro Herrero de Hohnsen de la E. S. de Veterinaria de Hannover.
- Diploma de la Universidad de Ankara.
- Placa de Socio de Honor de la ANNCE.
- Trofeo Cordobés del Año.
- Potro de Oro de la Federación de Peñas Cordobesas.
- Medalla de Andalucía.

SS.MM. los Reyes Don Juan Carlos I y Dña. Sofía presidieron en la Universidad de Córdoba el acto institucional de apertura del curso académico 1997-98 en las universidades de España, con motivo de estas celebraciones. A dicho acto asistieron el presidente de la comunidad autónoma de Andalucía y la Ministra de Educación y Cultura que, junto al Rector y el Decano de la Facultad de Veterinaria, formaron parte de la mesa presidida por SS.MM.
Tras el acto, SS.MM. los Reyes firmaron en el Libro de Honor de la Facultad de Veterinaria, interesándose por las firmas allí recogidas entre las que destaca la del Dr. Alexander Fleming, descubridor de la penicilina, en una visita que hizo a la Facultad.
En 2022 el Ministerio de Agricultura, Pesca y Alimentación concedió a la Facultad la Placa de Oro de la Orden del Mérito Agrario, Pesquero y Alimentario.

## Departamentos
La Facultad de Veterinaria de la Universidad de Córdoba imparte la licenciatura de Veterinaria y la licenciatura de Ciencia y Tecnología de los Alimentos.
Con docencia en la licenciatura de Veterinaria:
- Anatomía y Anatomía Patológica Comparadas
- Biología celular, Fisiología e Imunología
- Bioquímica y Biología Molecular
- Bromatología y Tecnología de los Alimentos
- Estadística, Econometría, Investigación Operativa y Organización de Empresas
- Farmacología y Toxicología
- Física Aplicada, Radiología y Medicina Física
- Genética
- Medicina y Cirugía Animal
- Producción Animal
- Sanidad Animal
- Zoología

Con docencia en la licenciatura de Ciencia y Tecnología de los Alimentos:
- Biología celular, Fisiología e Inmunología
- Bioquímica y Biología Molecular
- Bromatología y Tecnología de los Alimentos
- Ciencias y Recursos Agrícolas y Forestales
- Economía, Sociología y Política Agraria
- Estadística, Econometría, Investigación Operativa y Organización de Empresas
- Farmacología y Toxicología
- Fisiología
- Genética
- Ingeniería Química y Química Inorgánica
- Matemáticas
- Medicina
- Microbiología
- Producción Animal
- Química Agrícola y Edafología
- Química Analítica
- Química Física y Termodinámica Aplicada
- Química Orgánica
- Sanidad Animal

## Servicios
- Laboratorio Lechero de Pequeños Rumiantes. Análisis de la leche y productos lácteos. Control de Calidad, Investigación y Desarrollo. Departamento de Producción Animal.

- Hospital Clínico Veterinario Francisco Santisteban. Medicina y Cirugía.

- Laboratorio de Enfermedades Parasitarias. Servicio de orientación y diagnóstico. Sanidad Animal.

- Servicio de diagnóstico de Enfermedades Infecciosas. Sanidad Animal.

- Servicio de diagnóstico Anatomopatológico. Sanidad Animal.

- Centro Andaluz de Apicultura Ecológica (Producción y Patología apícola).

- Granja experimental de Rabanales.

- Biblioteca.

## Facultades de Veterinaria de España
- Facultad de Veterinaria de León
- Facultad de Veterinaria de Murcia